# 诺瓦布甘杰县
诺瓦布甘杰（Nawabganj District）为孟加拉国拉杰沙希专区辖县，属孟加拉国西部边境县。县境西半部北西南三面与印度西孟加拉邦接壤，东与拉杰沙希、瑙冈县相连。全县年平均降雨量1,862毫米，平均气温11.2°C（最低）至37.8°C（最高）。县域总面积1,744.33公里²，总人口1,419,534人（1991），全县共分置5乡（Upazila）；行政机构驻诺瓦布甘杰镇。